# Golpe de Estado en Burundi de 1987
El Golpe de Estado en Burundi de 1987 se produjo el 3 de septiembre de ese año. Se trató de un golpe militar incruento en que el presidente tutsi Jean-Baptiste Bagaza fue depuesto mientras viajaba al extranjero y fue sucedido por el Mayor Pierre Buyoya, también tutsi.

## Antecedentes
Jean-Baptiste Bagaza asumió como Presidente de Burundi designado por la junta militar denominada Consejo Supremo Revolucionario, que había tomado el poder tras haber derrocado al anterior dictador, Michel Micombero, en un golpe de Estado en noviembre de 1976.
Tras promulgar una nueva constitución en 1981 que consolidó su poder en un sistema unipartidista liderado por la Unión para el Progreso Nacional (UPRONA), partido que presidía, fue reelegido Presidente del país como único candidato en las elecciones presidenciales de 1984, habiendo obtenido el 99,6% de los votos.
Tras haber sido reelegido, surgieron tensiones debido a la represión de la iglesia católica - en un país donde el 65 por ciento de los ciudadanos eran católicos practicantes - e hizo detener a miembros de la oposición política, además de implementar algunas políticas «excéntricas» como restringir la apertura de bares y limitar oficialmente el tiempo y el dinero que los burundeses podían gastar en ceremonias tradicionales de compromiso y duelo. Todo esto fue descrito posteriormente por los diplomáticos como un factor clave en su derrocamiento.

## Desarrollo
En septiembre de 1987, Bagaza viajó a Québec, Canadá, para asistir a la II Cumbre de la Agencia de Cooperación Cultural y Técnica (Actual Organización Internacional de la Francofonía). El 3 de septiembre, aprovechando su ausencia, las Fuerzas Armadas tomaron el poder del país, dirigidas por el primo de Bagaza, el Mayor Pierre Buyoya. Una vez se enteró del golpe, Bagaza regresó inmediatamente a África, pero el Aeropuerto Internacional de Buyumbura fue cerrado por los golpistas y, en Nairobi se le negó la entrada a Kenia. Después viajó a París (Francia), antes de huir a Uganda, y, luego en 1989, a Libia, donde se le concedió asilo político.
Inmediatamente después de la toma, Buyoya formó una junta militar de 31 miembros denominada Comité Militar para la Salvación Nacional, suspendió la constitución y asumió como presidente el 2 de octubre de 1987.

## Secuelas
Buyoya, un católico romano, dijo que levantaría las medidas impuestas a la Iglesia católica por el gobierno de Bagaza, además de proclamar una agenda de liberalización económica. La opresión de la junta gobernante, dominada por los tutsis, llevó a un alzamiento hutu en agosto de 1988, que dejó unos 20.000 muertos.
Fue sucedido por Melchior Ndadaye tras las elecciones presidenciales de 1993 y llegó al poder en Burundi por segunda vez tras un golpe militar en 1996 que derrocó a Sylvestre Ntibantunganya.